# Avenida Marechal Mascarenhas de Morais

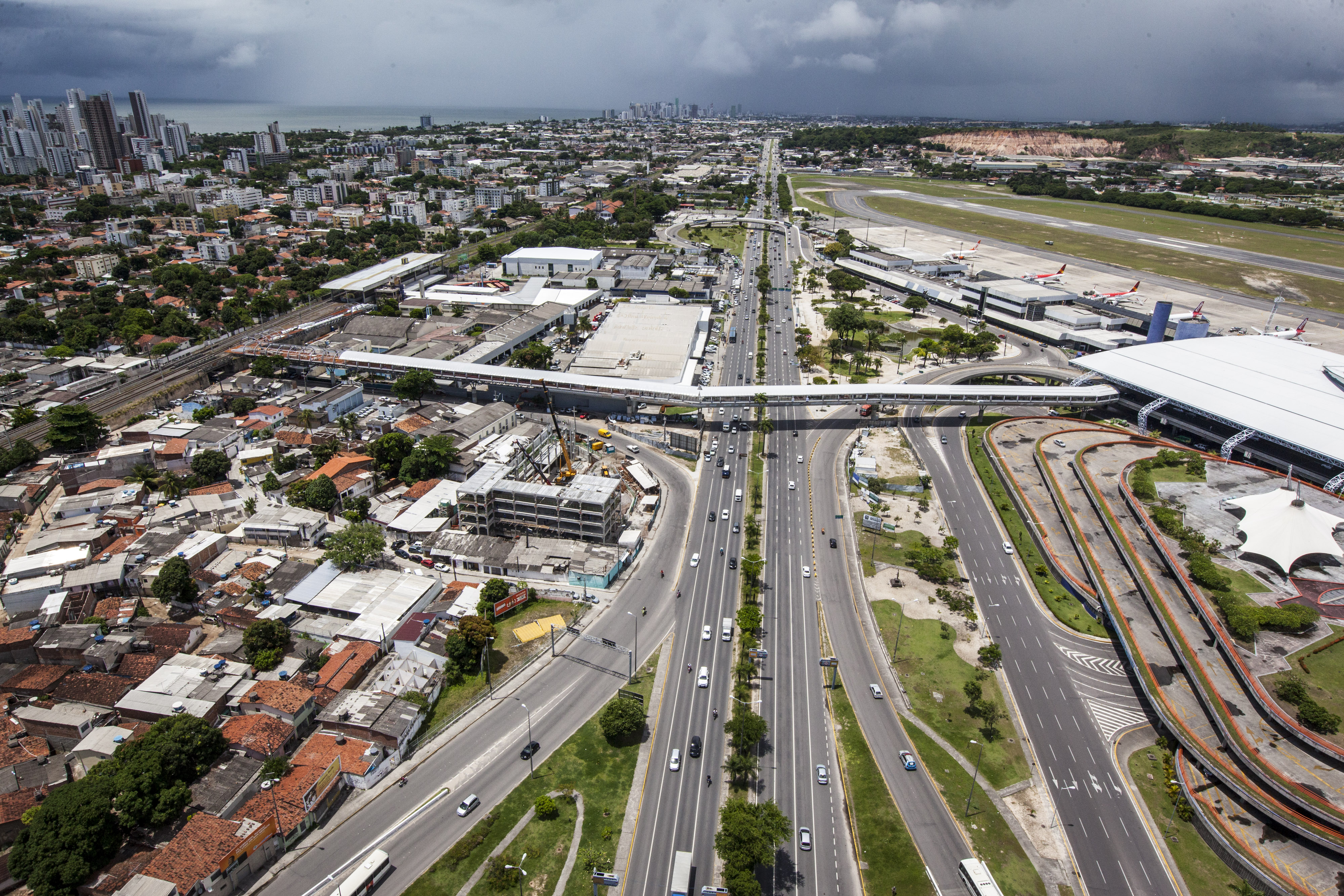
Avenida Marechal Mascarenhas de Morais com o Aeroporto Internacional do Recife à direita.

A avenida Marechal Mascarenhas de Morais é uma importante via arterial do município do Recife, Pernambuco, Brasil. A avenida liga o bairro de Afogados ao município de Jaboatão dos Guararapes (bairros de Prazeres e Jardim Jordão), atravessando todo o bairro da Imbiribeira.

## Trajeto
A avenida inicia-se na Ponte do Motocolombó, em Afogados, terminando na Praça do Jordão, limite com o município de Jaboatão dos Guararapes, quando passa a ser denominada Estrada da Batalha.
Corre paralelamente à avenida a linha sul do Metrô do Recife, contando com cinco estações em suas cercanias: Estação Imbiribeira, Estação Antônio Falcão, Estação Shopping, Estação Tancredo Neves e Estação Aeroporto.
É uma importante via de escoamento de trânsito na Zona Sul do Recife. Por ela passam várias linhas de ônibus, razão por que a Prefeitura do Recife a sinalizou com faixa azul, privativa de transporte público.
Pelo seu leito passam diariamente 68 mil veículos.
Seu leito é utilizado, nas festas da independência, para dar vez ao desfile militar.

## História
Na época da invasão dos Holandeses em Pernambuco, as tropas brasileiras usaram a Estrada da Barreta para se deslocar até os Montes Guararapes. Em 1837 a estrada foi reformada, passando a chamar-se Estrada da Imbiribeira, quando foi erguida uma capela no antigo sítio Barreta, dedicada a Nossa Senhora do Rosário.
A denominação de Estrada da Imbiribeira,  por cruzar o bairro homônimo, durou até 1971. A mudança de nome foi um ato de homenagem ao Marechal Mascarenhas de Morais, que comandou as tropas brasileiras na Campanha da Itália na Segunda Guerra mundial.

## Edificações
Nessa avenida estão localizados diversos pontos comerciais importantes, destacando-se concessionárias de veículos, pequenas indústrias, armazéns de grandes lojas (Insinuante, Magazine Luísa, Ferreira Costa etc.)
Também nessa via encontram-se edificações importantes, como o Ginásio Municipal de Esportes Geraldo Magalhães (Geraldão),  a unidade de pronto atendimento da Imbiribeira (UPA Imbiribeira) e o Aeroporto Internacional do Recife.